# 東調級情報収集艦
東調級情報収集艦（815型情報収集艦）（ドンディアオ級情報収集艦、英語：Dongdiao-class Electronic Reconnaissance Ship, Dongdiao-class Auxiliary General Intelligence ship, AGI。NATOコード:Dongdiao class、中国語：815型电子侦察船）は、中国人民解放軍海軍の情報収集艦。

## 来歴
1990年のイラク軍によるクウェート侵攻に対して、多国籍軍がイラクをハイテク兵器によって空爆した湾岸戦争は中国に情報収集能力の向上の必要性を痛感させ、情報収集艦の開発が計画された。812型（レーダー性能や振動の問題があり廃棄）、813型（艦番号852啓明星号。退役後、海監169として使用。）、814A型（北調900）と改良を重ね、中国国家造船公社（CSSC)の第708研究所の設計の下、1999年に上海市の滬東造船（集団）有限公司（2001年に中華造船所との合併により滬東中華造船となる）で815型東調232号（後に北極星号となる）が建造された。その後、財政的制約により建造は一時的に停滞したが、予算の確保と技術の革新により改良型である815A型情報収集艦の建造を開始した（同時期に北極星号の改装も行っているものと思われる）。
現在、815A型4隻、815A型バッチII4隻と合わせて9隻が北海艦隊、東海艦隊、南海艦隊にそれぞれ配備され、日本近海を含む太平洋や東シナ海、南シナ海等で活動している。

## 設計・装備
815型
船体
船体は、長船首楼型（ロングフォクスル）を採用し、船尾に中型ヘリコプター1機が着艦できるヘリコプター甲板を有する。
船首
815型は艦橋直前に光電セオドライトを装備しており、飛行目標の光学的追跡を可能としている。
船体中央部
船体中央部には大型の主追跡レーダーが装備され、1,000km範囲の弾道ミサイル、人工衛星の追跡能力を有しているものと思われる。
艦橋
艦橋上部には小型の追跡レーダーがあり、主追跡レーダーと同期可能で、短距離弾道ミサイル、対艦ミサイルなど短距離を飛行するターゲットの追跡が可能とされている。

艦橋の後方には高さ46mの四角錐型のマストがあり、HFからXバンドまでの無線通信検出アンテナ、レーダー信号受信アンテナなど計47個の各種アンテナやレーダー探知アレイが取り付けられている。
船体後部
後部プラットフォーム上にあるアンテナは船上監視レーダーとされていた。
建造当時は情報収集と弾道ミサイルの追跡を主任務としており、レーダーのアンテナサイズ等から準中距離弾道ミサイルなど1,000km範囲の飛行目標を追跡・監視できるものと判断されていた。
815A型（北極星号改装後）

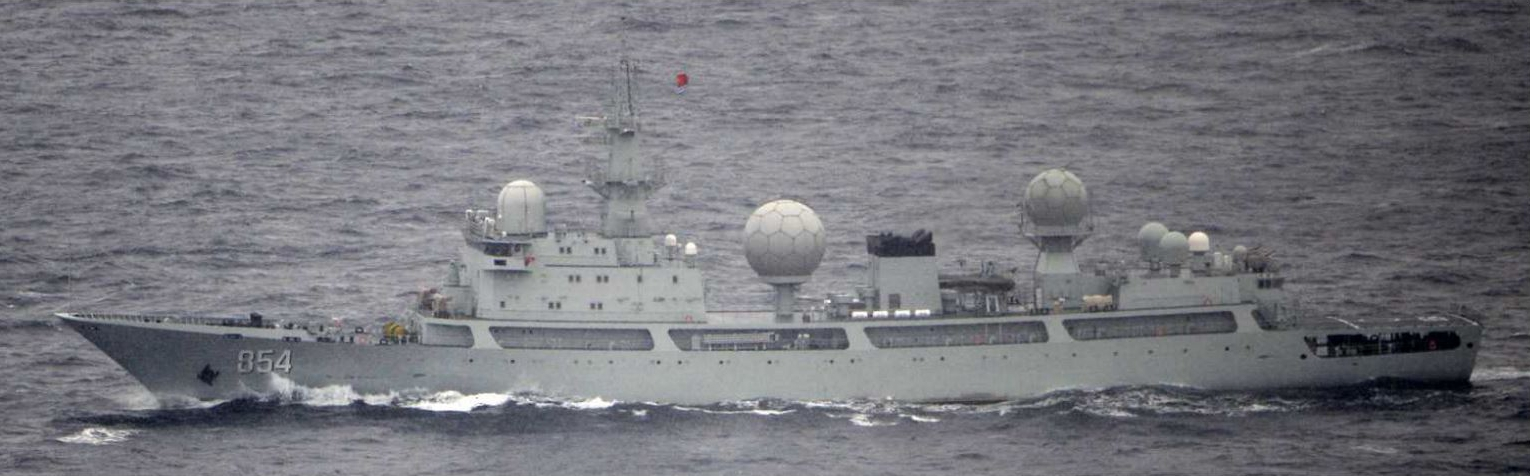
815A型 天狼星号（艦番号854）

改良を加えた815A型(別名815G型)は船首上端の壁に稜線があり、切り立っている。武装はH/PJ14型30mm艦砲1基と14.5ミリ機関砲2基を備えるなどの外観上の違いがある。排水量は6600トン程度に増加している。

前部のセオドライトは自動化され、船のシステムと統合されたH/ZGJ-1/1A光電トラッカーに換装された。

艦橋上部の追跡レーダーはHLJQ-366の改良型と思われるアクティブ/パッシブ検索レーダーに置き換えられた。このレーダーはパッシブで700km以上の距離でアメリカの空母を探知したとされる。
856、857番艦では艦橋上部のレドームが円筒形になり、回転式フェイズドアレイレーダーが搭載されているものと思われる。

主追跡レーダーはパッシブレーダー信号検出アンテナ（同種のアンテナはフランス海軍の情報収集艦「デュピュイ・ド・ローム (情報収集艦)」にも搭載されている）に置き換えられたため、815A型は弾道ミサイル追跡機能を保有していない。

後部プラットフォーム上のアンテナは艦対機通信中継用のアンテナとなり、電子偵察装置を搭載したヘリコプターやUAVからリアルタイムで返送された測定データを艦内の設備により分析しているとされている。

船尾には2基の艦載衛星通信アンテナが装備された。

マスト基部は密閉され、検出アンテナ用の追加のフィーダーを搭載することが可能となっている。
2017年9月14日のCCTVAsia Today Weiboビデオにて尹卓（Yin Zhuo）少将は「815A電子偵察艦の重要な任務は、平時にレーダーと通信信号を収集し、対応する電磁対策を提供し、敵の暗号を解読することである」と強調した。

## 同艦型

### 815型
艦番号851 北極星号
1999年年後半に就役東海艦隊所属。

当初は東調232と名付けられたが、その後中国人民解放軍海軍が採用した新しい命名規則に則り北極星号と艦名が変更された
2000年2月に日本周辺で初任務に就き、 2015年7月にハワイ沖で行われた多国間海上軍事演習海域の周辺を航行し、情報収集を行った。

### 815A型
艦番号853 天王星号
2010年就役。南海艦隊所属。
艦番号854 天狼星号
2015年就役。2016年に北海艦隊とともに日本の周回航行を行った。
2017年7月2日午前10時40分ごろ、艦番号854が津軽海峡付近の領海内を航行した。
艦番号855 天枢星号
2014年完成、2015年8月就役。
東シナ海に投入されており、防衛省の発表によれば、2015年11月11日17時から12日19時にかけて、尖閣諸島南方の接続水域の外側を、東西に反復航行する艦番号855を海上自衛隊第5航空群那覇基地所属のP-3C哨戒機が発見し、監視を行った。
2016年6月15日午前3時半ごろ、艦番号855が鹿児島県口永良部島沖の領海内を航行した。
艦番号852 海王星号
2015年12月26日就役。南海艦隊所属。

### 815A型（バッチII）
艦番号856 開陽星号
2017年1月10日就役。北海艦隊所属。
艦番号857 天枢星号
2017年末就役。南海艦隊所属。
艦番号858 玉衡星号
2018年就役。東海艦隊所属。
艦番号859 金星号
2018年末就役。北海艦隊所属。